# Lista mistrzów Bellator MMA
Lista mistrzów Bellator MMA – chronologiczna lista wszystkich dotychczasowych mistrzów amerykańskiej organizacji promującej MMA Bellator MMA.
Walki o mistrzostwo Bellatora w poszczególnych kategoriach wagowych rozgrywane są od 5 czerwca 2009 roku. Pierwszym mistrzem został Joe Soto, który 5 czerwca 2009 zwyciężył w pierwszym sezonie turniejowym zdobywając jednocześnie inauguracyjne mistrzostwo w wadze piórkowej (-66 kg).

## Waga ciężka (do 120 kg)
14 października 2008 Amerykanin Cole Konrad wygrał turniej wagi ciężkiej oraz jednocześnie zdobył inauguracyjne mistrzostwo w tejże wadze.
| Nr | Mistrz                                                         | Od                                 | Do                | Obrony tytułu |
| --- | -------------------------------------------------------------- | ---------------------------------- | ----------------- | --- |
| 1. | Cole Konrad (pokonał Neila Grove’a)                            | 14 października 2010 (Bellator 32) | 12 września 2012  | - pokonał Erica Prindle'a 25 maja 2012 (Bellator 70) |
| Konrad ogłosił zakończenie kariery zawodniczej 12 września 2012 równocześnie wakując tytuł wagi ciężkiej |                                                                |                                    |                   | |
| 2. | Aleksandr Wołkow (pokonał Richa Hale’a)                        | 14 grudnia 2012 (Bellator 84)      | 15 listopada 2013 | |
| 3. | Witalij Minakow                                                | 15 listopada 2013 (Bellator 108)   | 14 maja 2016      | - pokonał Cheicka Kongo 4 kwietnia 2014 (Bellator 115) |
| Minakow został pozbawiony pasa                                                                           |                                                                |                                    |                   | |
| 4. | Ryan Bader (pokonał w finale Grand Prix Fiodra Jemieljanienkę) | 26 stycznia 2018 (Bellator 214)    | nadal             | - No Contest z Cheick Kongo 7 września 2019 (Bellator 226) - pokonał Walentin Mołdawski 29 stycznia 2022 (Bellator 273) - pokonał Cheick Kongo 6 maja 2022 (Bellator 280) - pokonał Fiodor Jemieljanienko 4 lutego 2023 (Bellator 290) |
| Tymczasowy                                                                                               | Walentin Mołdawski                                             | 25 czerwca 2021 (Bellator 261)     | 29 czerwca 2022   | |

## Waga półciężka (do 93 kg)
21 maja 2011 Kongijczyk Christian M’Pumbu wygrał turniej wagi półciężkiej oraz jednocześnie zdobył inauguracyjne mistrzostwo w tejże wadze.
| Nr                                                                     | Mistrz                                                       | Od                                                              | Do               | Obrony tytułu |
| ---------------------------------------------------------------------- | ------------------------------------------------------------ | --------------------------------------------------------------- | ---------------- | --- |
| 1.                                                                     | Christian M’Pumbu (pokonał Richa Hale’a)                     | 21 maja 2011 (Bellator 45)                                      | 28 lutego 2013   | |
| 2.                                                                     | Attila Végh                                                  | 28 lutego 2013 (Bellator 91)                                    | 21 marca 2014    | |
| Tymczasowy                                                             | Emanuel Newton (pokonał o tymczasowy tytuł Muhammeda Lawala) | 2 listopada 2013 (Bellator 106)                                 | 21 marca 2014    | |
| 3.                                                                     | Emanuel Newton                                               | 21 marca 2014 (Bellator 113)                                    | 27 lutego 2015   | - pokonał Joeya Beltran a 12 września 2014 (Bellator 124) - pokonał Lintona Vassela 24 października 2014 (Bellator 130) |
| 4.                                                                     | Liam McGeary                                                 | 27 lutego 2015 (Bellator 134)                                   | 4 listopada 2016 | - pokonał Tito Ortiza 19 września 2015 (Bellator Dynamite) |
| 5.                                                                     | Phil Davis                                                   | 4 listopada 2016 (Bellator 163)                                 | 24 czerwca 2017  | |
| 6.                                                                     | Ryan Bader                                                   | 24 czerwca 2017 (Bellator 180)                                  | 21 sierpnia 2020 | - pokonał Lintona Vassela 3 listopada 2017 (Bellator 186) |
| 7.                                                                     | Wadim Niemkow                                                | 21 sierpnia 2020 (Bellator 244)                                 | 17 stycznia 2024 | - pokonał Phil Davis 16 kwietnia 2021 (Bellator 257) - pokonał Julius Anglickas 16 października 2021 (Bellator 268) - No Contest z Corey Anderson 15 kwietnia 2022 (Bellator 277) - pokonał Corey Anderson 18 listopada 2022 (Bellator 288) - pokonał Yoel Romero 16 czerwca 2023 (Bellator 297) |
| 17 stycznia 2024 roku, Niemkow ogłosił przejście do kategorii ciężkiej |                                                              |                                                                 |                  | |
| 8.                                                                     | Corey Anderson                                               | 22 marca 2024 (Bellator Champions Series 1: Anderson vs. Moore) | nadal            | |

## Waga średnia (do 84 kg)
19 kwietnia 2009 Kubańczyk Hector Lombard wygrał turniej wagi średniej oraz jednocześnie zdobył inauguracyjne mistrzostwo w tejże wadze.
| Nr | Mistrz                                         | Od                                  | Do               | Obrony tytułu |
| --- | ---------------------------------------------- | ----------------------------------- | ---------------- | --- |
| 1. | Hector Lombard (pokonał Jareda Hessa)          | 19 czerwca 2009 (Bellator 12)       | 24 kwietnia 2012 | - pokonał Aleksandra Szlemienke 28 października 2010 (Bellator 34) |
| Lombard zwakował tytuł 24 kwietnia 2012 i odszedł z organizacji by związać się z UFC                                            |                                                |                                     |                  | |
| 2. | Aleksandr Szlemienko (pokonał Maiquela Falcão) | 7 lutego 2013 (Bellator 88)         | 26 września 2014 | - pokonał Bretta Coopera 7 września 2013 (Bellator 98) - pokonał Douga Marshalla 22 listopada 2013 (Bellator 109) - pokonał Brennana Warda 28 marca 2014 (Bellator 114)                               |
| 3. | Brandon Halsey                                 | 26 września 2014 (Bellator 126)     | 14 maja 2015     | |
| Halsey został pozbawiony pasa z powodu przekroczenia wymaganego limitu wagowego podczas oficjalnego ważenia i odebrano mu tytuł |                                                |                                     |                  | |
| 4. | Rafael Carvalho (pokonał Brandona Halseya)     | 23 października 2015 (Bellator 144) | 25 maja 2018     | - pokonał Melvina Manhoefa 20 maja 2016 (Bellator 155) - pokonał Melvina Manhoefa 4 kwietnia 2017 (Bellator 176) - pokonał Alessio Sakarę 9 grudnia 2017 (Bellator 190)                               |
| 5. | Gegard Mousasi                                 | 25 maja 2018 (Bellator 200)         | 22 czerwca 2019  | - pokonał Rory’ego MacDonalda 29 września 2018 (Bellator 206) |
| 6. | Rafael Lovato Jr.                              | 22 czerwca 2019 (Bellator 223)      | 10 lutego 2020   | |
| Lovato Jr. zwakował pas mistrzowski z powodu zdiagnozowania u niego Naczyniaki jamiste ośrodkowego układu nerwowego             |                                                |                                     |                  | |
| 7. | Gegard Mousasi                                 | 26 października 2020 (Bellator 250) | 24 czerwca 2022  | - pokonał John Salter 13 sierpnia 2021 (Bellator 264) - pokonał Austin Vanderford 25 lutego 2022 (Bellator 275)                                                                                       |
| 8. | Johnny Eblen                                   | 24 czerwca 2022 (Bellator 282)      | nadal            | - pokonał Anatolij Tokow 4 lutego 2023 (Bellator 290) - pokonał Fabian Edwards 23 września 2023 (Bellator 299) - pokonał Fabian Edwards 19 października 2024 (PFL Super Fights: Battle of the Giants) |

## Waga półśrednia (do 77 kg)
12 czerwca 2009 Amerykanin Lyman Good wygrał turniej wagi półśredniej oraz jednocześnie zdobył inauguracyjne mistrzostwo w tejże wadze.
| Nr                                                                                                | Mistrz                                                  | Od                                                                       | Do                   | Obrony tytułu |
| ------------------------------------------------------------------------------------------------- | ------------------------------------------------------- | ------------------------------------------------------------------------ | -------------------- | --- |
| 1.                                                                                                | Lyman Good (pokonał Omara de la Cruz)                   | 12 czerwca 2009 (Bellator 11)                                            | 21 października 2010 | |
| 2.                                                                                                | Ben Askren                                              | 21 października 2010 (Bellator 33)                                       | 14 listopada 2013    | - pokonał Jaya Hierona 29 października 2011 (Bellator 56) - pokonał Douglasa Lime 6 kwietnia 2012 (Bellator 64) - pokonał Karla Amoussou 24 stycznia 2013 (Bellator 86) - pokonał Andrieja Korieszkowa 31 lipca 2013 (Bellator 97) |
| Askren zwakował tytuł 14 listopada 2013 i odszedł z organizacji by związać się z One Championship |                                                         |                                                                          |                      | |
| 3.                                                                                                | Douglas Lima (pokonał Ricka Hawna)                      | 18 kwietnia 2014 (Bellator 117)                                          | 17 lipca 2015        | |
| 4.                                                                                                | Andriej Korieszkow                                      | 17 lipca 2015 (Bellator 140)                                             | 10 listopada 2016    | - pokonał Bensona Hendersona 22 kwietnia 2016 (Bellator 153) |
| 5.                                                                                                | Douglas Lima (2)                                        | 10 listopada 2016 (Bellator 164)                                         | 20 stycznia 2018     | - pokonał Lorenza Larkina 24 czerwca 2017 (Bellator 180) |
| 6.                                                                                                | Rory MacDonald                                          | 20 stycznia 2018 (Bellator 192)                                          | 26 października 2019 | - zremisował z Jon Fitch 27 kwietnia 2019 (Bellator 220) - pokonał Neiman Gracie 14 czerwca 2019 (Bellator 222) |
| 7.                                                                                                | Douglas Lima                                            | 26 października 2019 (Bellator 232)                                      | 11 czerwca 2021      | |
| 8.                                                                                                | Jarosław Amosow                                         | 11 czerwca 2021 (Bellator 260)                                           | 17 listopada 2023    | - pokonał Logan Storley 25 lutego 2023 (Bellator 291) |
| Tymczasowy                                                                                        | Logan Storley (pokonał o tymczasowy tytuł Michael Page) | 13 maja 2022 (Bellator 281)                                              | 25 lutego 2023       | |
| 9.                                                                                                | Jason Jackson                                           | 17 listopada 2023(Bellator 301)                                          | 22 czerwca 2024      | |
| 10.                                                                                               | Ramazan Kuramagomiedow                                  | 22 czerwca 2024 (Bellator Champions Series 3: Jackson vs. Kuramagomedov) | nadal                | |

## Waga lekka (do 70 kg)
19 czerwca 2009 Amerykanin Eddie Alvarez wygrał turniej wagi lekkiej oraz jednocześnie zdobył inauguracyjne mistrzostwo w tejże wadze.
| Nr                                                                               | Mistrz                                                      | Od                               | Do                  | Obrony tytułu |
| -------------------------------------------------------------------------------- | ----------------------------------------------------------- | -------------------------------- | ------------------- | --- |
| 1.                                                                               | Eddie Alvarez (pokonał Tobiego Imade)                       | 19 czerwca 2009 (Bellator 12)    | 19 listopada 2011   | - pokonał Pata Currana 2 kwietnia 2011 (Bellator 39) |
| 2.                                                                               | Michael Chandler                                            | 19 listopada 2011 (Bellator 58)  | 2 listopada 2013    | - pokonał Ricka Hawna 17 stycznia 2013 (Bellator 85) - pokonał Davida Rickelsa 31 lipca 2013 (Bellator 97) |
| 3.                                                                               | Eddie Alvarez (2)                                           | 2 listopada 2013                 | 19 sierpnia 2014    | |
| Tymczasowy                                                                       | Will Brooks (pokonał o tymczasowy tytuł Michaela Chandlera) | 17 maja 2014 (Bellator 120)      | 15 listopada 2014   | |
| Alvarez został zwolniony z kontraktu 19 sierpnia 2014 wakując równocześnie tytuł |                                                             |                                  |                     | |
| 4.                                                                               | Will Brooks (pokonał Michaela Chandlera)                    | 15 listopada 2014 (Bellator 131) | 14 maja 2016        | - pokonał Dave’a Jansena 10 kwietnia 2015 (Bellator 136) - pokonał Marcina Helda 6 listopada 2015 (Bellator 145) |
| Brooks odszedł z organizacji                                                     |                                                             |                                  |                     | |
| 5.                                                                               | Michael Chandler (2) (pokonał Patricky’ego Freire)          | 24 czerwca 2016 (Bellator 157)   | 24 czerwca 2017     | - pokonał Bensona Hendersona 19 listopada 2016 (Bellator 165) |
| 6.                                                                               | Brent Primus                                                | 24 czerwca 2017 (Bellator 180)   | 14 grudnia 2018     | |
| 7.                                                                               | Michael Chandler (3)                                        | 14 grudnia 2018 (Bellator 212)   | 11 maja 2019        | |
| 8.                                                                               | Patrício Freire                                             | 11 maja 2019 (Bellator 221)      | 6 października 2021 | |
| Freire zwakował tytuł mistrzowski                                                |                                                             |                                  |                     | |
| 9.                                                                               | Patrício Freire (pokonał Peter Queally)                     | 5 listopada 2021 (Bellator 270)  | 18 listopada 2022   | |
| 10.                                                                              | Usman Nurmagomiedow                                         | 18 listopada 2022 (Bellator 288) | nadal               | - pokonał Benson Henderson 10 marca 2023 (Bellator 292) - No Contest z Brent Primus 7 października 2023 (Bellator 300) - pokonał Aleksander Szablij 7 września 2024 (Bellator Champions Series 4: Nurmagomedov vs. Shabliy) - pokonał Paul Hughes 25 stycznia 2025 (PFL Road to Dubai Champions Series: Nurmagomedov vs. Hughes) |

## Waga piórkowa (do 66 kg)
5 czerwca 2009 Amerykanin Joe Soto wygrał turniej wagi piórkowej oraz jednocześnie zdobył inauguracyjne mistrzostwo w tejże wadze.
| Nr  | Mistrz                           | Od                              | Do               | Obrony tytułu |
| --- | -------------------------------- | ------------------------------- | ---------------- | --- |
| 1.  | Joe Soto (pokonał Yahira Reyesa) | 5 czerwca 2009 (Bellator 10)    | 2 września 2010  | |
| 2.  | Joe Warren                       | 2 września 2010 (Bellator 27)   | 9 marca 2012     | |
| 3.  | Pat Curran                       | 9 marca 2012 (Bellator 60)      | 2 listopada 2013 | - pokonał Patrício Freire 17 stycznia 2013 (Bellator 85) - pokonał Szachbułata Szamchałajewa 4 kwietnia 2013 (Bellator 95) |
| 4.  | Daniel Straus                    | 2 listopada 2013 (Bellator 106) | 14 marca 2014    | |
| 5.  | Pat Curran (2)                   | 14 marca 2014 (Bellator 112)    | 5 września 2014  | |
| 6.  | Patrício Freire                  | 5 września 2014 (Bellator 123)  | 6 listopada 2015 | - pokonał Daniela Strausa 16 stycznia 2015 (Bellator 132) - pokonał Daniela Weichela 19 czerwca 2015 (Bellator 138) |
| 7.  | Daniel Straus (2)                | 6 listopada 2015 (Bellator 145) | 21 kwietnia 2017 | |
| 8.  | Patrício Freire (2)              | 21 kwietnia 2017 (Bellator 178) | 31 lipca 2021    | - pokonał Daniela Weichela 14 lipca 2018 (Bellator 203) - pokonał Emmanuela Sancheza 15 listopada 2018 (Bellator 209) - pokonał Juan Archuleta 28 września 2019 (Bellator 228) - pokonał Pedro Carvalho 12 listopada 2020 (Bellator 252) - pokonał Emmanuela Sancheza 2 kwietnia 2021 (Bellator 255) |
| 9.  | AJ McKee Jr.                     | 31 lipca 2021 (Bellator 263)    | 15 kwietnia 2022 | |
| 10. | Patrício Freire (3)              | 15 kwietnia 2022 (Bellator 277) | nadal            | - pokonał Ádám Borics 1 października 2022 (Bellator 286) - pokonał Jeremy Kennedy 22 marca 2024 (Bellator Champions Series 1: Anderson vs. Moore) |

## Waga kogucia (do 61 kg)
14 października 2010 Amerykanin Zach Makovsky wygrał turniej wagi koguciej oraz jednocześnie zdobył inauguracyjne mistrzostwo w tejże wadze.
| Nr                                                              | Mistrz                                                    | Od                                  | Do                   | Obrony tytułu |
| --------------------------------------------------------------- | --------------------------------------------------------- | ----------------------------------- | -------------------- | --- |
| 1.                                                              | Zach Makovsky (pokonał Eda Westa)                         | 14 października 2010 (Bellator 32)  | 13 kwietnia 2012     | |
| 2.                                                              | Eduardo Dantas                                            | 13 kwietnia 2012 (Bellator 65)      | 10 października 2014 | - pokonał Marcosa Galvão 14 lutego 2013 (Bellator 89) - pokonał Anthony’ego Leone 8 marca 2014 (Bellator 111)     |
| -                                                               | Joe Warren (pokonał o tymczasowy tytuł Rafaela Silve)     | 2 maja 2014 (Bellator 118)          | 10 października 2014 | |
| 3.                                                              | Joe Warren                                                | 10 października 2014 (Bellator 128) | 27 marca 2015        | |
| 4.                                                              | Marcos Galvão                                             | 27 marca 2015 (Bellator 135)        | 17 czerwca 2016      | |
| 5.                                                              | Eduardo Dantas (2)                                        | 17 czerwca 2016 (Bellator 156)      | 6 października 2017  | - pokonał Joe Warrena 2 grudnia 2016 (Bellator 166)                                                               |
| 6.                                                              | Darrion Caldwell                                          | 6 października 2017 (Bellator 184)  | 14 czerwca 2019      | - pokonał Leandro Higo 2 marca 2018 (Bellator 195)                                                                |
| 7.                                                              | Kyōji Horiguchi                                           | 14 czerwca 2019 (Bellator 222)      | 27 listopada 2019    | |
| Horiguchi zwakował tytuł mistrzowski z powodu poważnej kontuzji |                                                           |                                     |                      | |
| 8.                                                              | Juan Archuleta                                            | 12 września 2020 (Bellator 220)     | 7 maja 2021          | |
| 9.                                                              | Sergio Pettis                                             | 7 maja 2021 (Bellator 258)          | 17 listopada 2023    | - pokonał Kyoji Horiguchi 3 grudnia 2021 (Bellator 272) - pokonał Patrício Pitbull 16 czerwca 2023 (Bellator 297) |
| Tymczasowy 1.                                                   | Raufeon Stots (pokonał o tymczasowy tytuł Juan Archuleta) | 23 kwietnia 2022 (Bellator 279)     | 22 kwietnia 2023     | - pokonał Danny Sabatello 9 grudnia 2022 (Bellator 289)                                                           |
| Tymczasowy 2.                                                   | Patchy Mix                                                | 22 kwietnia 2023 (Bellator 295)     | 17 listopada 2023    | |
| 10.                                                             | Patchy Mix                                                | 17 listopada 2023 (Bellator 301)    | nadal                | - pokonał Magomed Magomedov 17 maja 2024 (Bellator Champions Series 2: Mix vs. Magomedov)                         |

## Waga piórkowa kobiet (do 66 kg)
| Nr | Mistrz                               | Od                              | Do               | Obrony tytułu |
| -- | ------------------------------------ | ------------------------------- | ---------------- | --- |
| 1. | Julia Budd (pokonała Marloes Coenen) | 3 marca 2017 (Bellator 174)     | 25 stycznia 2020 | - pokonała Arlene Blencowe 1 grudnia 2017 (Bellator 189) - pokonała Talitę Nogueirę 13 lipca 2018 (Bellator 202) - pokonała Olga Rubin 12 czerwca 2019 (Bellator 224) |
| 2. | Cris Cyborg                          | 25 stycznia 2020 (Bellator 174) | nadal            | - pokonała Arlene Blencowe 15 października 2020 (Bellator 249) - pokonała Leslie Smith 21 maja 2021 (Bellator 259) - pokonała Sinead Kavanagh 12 listopada 2021 (Bellator 271) - pokonała Arlene Blencowe 23 kwietnia 2022 (Bellator 279) - pokonała Cat Zingano 7 października 2023 (Bellator 300) |

## Waga musza kobiet (do 57 kg)
| Nr | Mistrz                                       | Od                              | Do               | Obrony tytułu |
| -- | -------------------------------------------- | ------------------------------- | ---------------- | --- |
| 1. | Ilima-Lei Macfarlane (pokonała Emily Ducote) | 3 listopada 2017 (Bellator 186) | 10 grudnia 2020  | - pokonała Alejandrę Larę 29 czerwca 2018 (Bellator 201) - pokonała Valérie Létourneau 15 grudnia 2018 (Bellator 213) - pokonała Veta Arteaga 27 kwietnia 2019 (Bellator 220) - pokonała Kate Jackson 21 grudnia 2019 (Bellator 236) |
| 2. | Juliana Velasquez                            | 10 grudnia 2020 (Bellator 254)  | 22 kwietnia 2022 | - pokonała Denise Kielholtz 16 lipca 2021 (Bellator 262) |
| 3. | Liz Carmouche                                | 22 kwietnia 2022 (Bellator 278) | nadal            | - pokonała Juliana Velasquez 9 grudnia 2022 (Bellator 289) - pokonała DeAnna Bennett 21 kwietnia 2023 (Bellator 294) - pokonała Ilima-Lei Macfarlane 7 października 2023 (Bellator 300)                                              |

## Waga słomkowa kobiet (do 52 kg)
28 października 2010 Amerykanka Zoila Gurgel wygrała turniej wagi słomkowej oraz jednocześnie zdobyła inauguracyjne mistrzostwo w tejże wadze.
| Nr                                                                                               | Mistrz                               | Od                                 | Do            | Obrony tytułu |
| ------------------------------------------------------------------------------------------------ | ------------------------------------ | ---------------------------------- | ------------- | ------------- |
| 1.                                                                                               | Zoila Gurgel (pokonała Megumi Fujii) | 28 października 2010 (Bellator 34) | sierpień 2013 |               |
| W sierpniu 2013 ogłoszono, iż dywizja słomkowa kobiet zostaje zamknięta i przestaje funkcjonować |                                      |                                    |               |               |

## Zwycięzcy turniejów
Począwszy od 3 kwietnia 2009 do 14 września 2014 odbywały się turnieje mające wyłonić początkowo inauguracyjnych mistrzów w danych kategoriach wagowych, a następne przyszłych pretendentów. Zawody miały format pucharowy w którym startowało ośmiu zawodników gdzie każdy z trzech szczebli drabinki turnieju odbywał się na innej gali średnio co miesiąc. Od sezonu Summer Series z 2013 zaczęto skracać wybrane turnieje do dwóch etapów rywalizacji (półfinał i finał), a przerwy między kolejnymi zwiększono do ponad dwóch miesięcy. Po przejęciu posady prezydenta organizacji przez Scotta Cokera w czerwcu 2014 została wprowadzona stopniowa rezygnacja z sezonowego formatu turniejowego, mimo to okazjonalnie odbywają się turnieje np. takie jak jednowieczorowy Bellator 142: Dynamite 1 z 2015 roku.

### Sezon Pierwszy
| Gala        | Data       | Kategoria  | Zwycięzca      | Finalista       |
| ----------- | ---------- | ---------- | -------------- | --------------- |
| Bellator 10 | 05.06.2009 | piórkowa   | Joe Soto       | Yahir Reyes     |
| Bellator 11 | 12.06.2009 | półśrednia | Lyman Good     | Omar De La Cruz |
| Bellator 12 | 12.06.2009 | średnia    | Hector Lombard | Jared Hess      |
| Bellator 12 | 12.06.2009 | lekka      | Eddie Alvarez  | Toby Imada      |

### Sezon Drugi
| Gala        | Data       | Kategoria  | Zwycięzca            | Finalista       |
| ----------- | ---------- | ---------- | -------------------- | --------------- |
| Bellator 21 | 10.06.2010 | lekka      | Pat Curran           | Toby Imada      |
| Bellator 22 | 17.06.2010 | półśrednia | Ben Askren           | Dan Hornbuckle  |
| Bellator 23 | 24.06.2010 | średnia    | Aleksandr Szlemienko | Bryan Baker     |
| Bellator 23 | 24.06.2010 | piórkowa   | Joe Warren           | Patrício Freire |

### Sezon Trzeci
| Gala        | Data       | Kategoria | Zwycięzca     | Finalista    |
| ----------- | ---------- | --------- | ------------- | ------------ |
| Bellator 32 | 14.10.2010 | ciężka    | Cole Konrad   | Neil Grove   |
| Bellator 32 | 14.10.2010 | kogucia   | Zach Makovsky | Ed West      |
| Bellator 34 | 28.10.2010 | słomkowa  | Zoila Gurgel  | Megumi Fujii |

### Sezon Czwarty
| Gala        | Data       | Kategoria  | Zwycięzca         | Finalista       |
| ----------- | ---------- | ---------- | ----------------- | --------------- |
| Bellator 43 | 07.05.2011 | półśrednia | Jay Hieron        | Rick Hawn       |
| Bellator 44 | 14.05.2011 | półśrednia | Michael Chandler  | Patricky Freire |
| Bellator 45 | 21.05.2011 | półciężka  | Christian M’Pumbu | Richard Hale    |
| Bellator 45 | 21.05.2011 | piórkowa   | Patrício Freire   | Daniel Straus   |

### 2011 Summer Series
| Gala        | Data       | Kategoria | Zwycięzca  | Finalista     |
| ----------- | ---------- | --------- | ---------- | ------------- |
| Bellator 48 | 20.08.2011 | piórkowa  | Pat Curran | Marlon Sandro |

### Sezon Piąty
| Gala        | Data       | Kategoria  | Zwycięzca            | Finalista     |
| ----------- | ---------- | ---------- | -------------------- | ------------- |
| Bellator 57 | 12.11.2011 | średnia    | Aleksandr Szlemienko | Vítor Vianna  |
| Bellator 57 | 12.11.2011 | półśrednia | Douglas Lima         | Ben Saunders  |
| Bellator 59 | 26.11.2011 | kogucia    | Eduardo Dantas       | Alexis Vila   |
| Bellator 62 | 23.03.2012 | ciężka     | Eric Prindle         | Thiago Santos |

### Sezon Szósty
| Gala        | Data       | Kategoria  | Zwycięzca      | Finalista     |
| ----------- | ---------- | ---------- | -------------- | ------------- |
| Bellator 68 | 11.05.2012 | piórkowa   | Daniel Straus  | Marlon Sandro |
| Bellator 69 | 18.05.2012 | średnia    | Maiquel Falcão | Andreas Spång |
| Bellator 70 | 25.05.2012 | lekka      | Rick Hawn      | Brent Weedman |
| Bellator 72 | 20.07.2012 | półśrednia | Karl Amoussou  | Bryan Baker   |
| Bellator 73 | 24.08.2012 | kogucia    | Marcos Galvão  | Luis Nogueira |

### 2012 Summer Series
| Gala        | Data       | Kategoria | Zwycięzca   | Finalista    |
| ----------- | ---------- | --------- | ----------- | ------------ |
| Bellator 73 | 24.08.2012 | półciężka | Attila Végh | Travis Wiuff |

### Sezon Siódmy
| Gala        | Data       | Kategoria  | Zwycięzca               | Finalista    |
| ----------- | ---------- | ---------- | ----------------------- | ------------ |
| Bellator 82 | 30.11.2012 | półśrednia | Andriej Korieszkow      | Lyman Good   |
| Bellator 84 | 14.12.2012 | ciężka     | Aleksandr Wołkow        | Richard Hale |
| Bellator 90 | 21.02.2013 | piórkowa   | Szachbułat Szamchałajew | Rad Martinez |
| Bellator 93 | 21.03.2013 | lekka      | Dave Jansen             | Marcin Held  |

### Sezon Ósmy
| Gala         | Data       | Kategoria  | Zwycięzca                 | Finalista     |
| ------------ | ---------- | ---------- | ------------------------- | ------------- |
| Bellator 94  | 28.03.2013 | półciężka  | Emanuel Newton            | Michaił Zajac |
| Bellator 94  | 28.03.2013 | lekka      | David Rickels             | Saad Awad     |
| Bellator 95  | 04.04.2013 | średnia    | Doug Marshall             | Brett Cooper  |
| Bellator 95  | 04.04.2013 | piórkowa   | Magomiedrasuł Chasbułajew | Mike Richman  |
| Bellator 100 | 30.09.2013 | półśrednia | Douglas Lima              | Ben Saunders  |

### 2013 Summer Series
| Gala         | Data       | Kategoria | Zwycięzca       | Finalista     |
| ------------ | ---------- | --------- | --------------- | ------------- |
| Bellator 97  | 31.07.2013 | ciężka    | Witalij Minakow | Ryan Martinez |
| Bellator 97  | 31.07.2013 | półciężka | Muhammed Lawal  | Jacob Noe     |
| Bellator 102 | 04.10.2013 | kogucia   | Rafael Silva    | Anthony Leone |

### Sezon Dziewiąty
| Gala         | Data       | Kategoria  | Zwycięzca       | Finalista           |
| ------------ | ---------- | ---------- | --------------- | ------------------- |
| Bellator 107 | 08.11.2013 | ciężka     | Cheick Kongo    | Peter Graham        |
| Bellator 107 | 08.11.2013 | średnia    | Brennan Ward    | Mikkel Parlo        |
| Bellator 107 | 08.11.2013 | kogucia    | Joe Warren      | Travis Marx         |
| Bellator 108 | 15.11.2013 | piórkowa   | Patrício Freire | Justin Wilcox       |
| Bellator 109 | 22.11.2013 | półśrednia | Rick Hawn       | Ron Keslar          |
| Bellator 109 | 22.11.2013 | lekka      | Will Brooks     | Aleksandr Sarnawski |

### Sezon Dziesiąty
| Gala         | Data       | Kategoria  | Zwycięzca          | Finalista       |
| ------------ | ---------- | ---------- | ------------------ | --------------- |
| Bellator 119 | 09.05.2014 | piórkowa   | Daniel Weichel     | Desmond Green   |
| Bellator 120 | 17.05.2014 | ciężka     | Aleksandr Wołkow   | Błagoj Iwanow   |
| Bellator 120 | 17.05.2014 | półciężka  | Quinton Jackson    | Muhammed Lawal  |
| Bellator 122 | 25.07.2014 | średnia    | Brandon Halsey     | Brett Cooper    |
| Bellator 122 | 25.07.2014 | półśrednia | Andriej Korieszkow | Adam McDonough  |
| Bellator 126 | 26.09.2014 | lekka      | Marcin Held        | Patricky Freire |

### 2014 Summer Series
| Gala         | Data       | Kategoria | Zwycięzca    | Finalista      |
| ------------ | ---------- | --------- | ------------ | -------------- |
| Bellator 124 | 14.09.2014 | półciężka | Liam McGeary | Kelly Anundson |

### Bellator MMA: Dynamite 1
| Gala         | Data       | Kategoria | Zwycięzca  | Finalista       |
| ------------ | ---------- | --------- | ---------- | --------------- |
| Bellator 142 | 19.09.2015 | półciężka | Phil Davis | Francis Carmont |

### Bellator MMA Heavyweight World Grand Prix
| Gala         | Data       | Kategoria | Zwycięzca  | Finalista             |
| ------------ | ---------- | --------- | ---------- | --------------------- |
| Bellator 214 | 27.01.2019 | ciężka    | Ryan Bader | Fiodor Jemieljanienko |

### Bellator MMA Welterweight World Grand Prix
| Gala         | Data       | Kategoria  | Zwycięzca    | Finalista      |
| ------------ | ---------- | ---------- | ------------ | -------------- |
| Bellator 232 | 26.10.2019 | półśrednia | Douglas Lima | Rory MacDonald |

### Bellator MMA Featherweight World Grand Prix
| Gala         | Data       | Kategoria | Zwycięzca    | Finalista       |
| ------------ | ---------- | --------- | ------------ | --------------- |
| Bellator 263 | 31.07.2021 | piórkowa  | AJ McKee Jr. | Patricio Freire |

### Bellator MMA Light Heavy weight World Grand Prix
| Gala       | Data | Kategoria | Zwycięzca                        | Finalista                        |
| ---------- | ---- | --------- | -------------------------------- | -------------------------------- |
| Bellator ? | ?    | półciężka | Wadim Niemkow lub Corey Anderson | Wadim Niemkow lub Corey Anderson |